# ركود الطبيب
ركود الطبيب (بالكورية: 닥터 슬럼프)‏ هو مسلسل تلفزيوني كوري جنوبي، من بطولة بارك شين هاي، بارك هيونغ سيك، يون بارك. عرض على قناة JTBC في 27 يناير الى 17 مارس 2024، بث أيام السبت والاحد ساعة 22:30 بتوقيت (KST)، وهو متاح ايضاً على نتفليكس دوليا.

## القصة
تدور أحداث المسلسل حول نمو وحب نام ها-نيول (بارك شين هاي) ويو جيونغ-وو (بارك هيونغ-سيك)، الذين كانت لديهم طموح واعدة ولكنهما دخلوا في حالة ركود وتركوا وظائفهم كأطباء ويعيشون في أحد الأسطح. غرفة

## الطاقم

### رئيسي
- بارك شين هاي في دور نام ها-نيول[7]

تعمل ها-نيول طبيبة تخدير. عندما كبرت، وصفها الناس بالعبقرية بسبب ذكاءها الشديد، درست بجد وأصبحت طبيبة. تتكون حياتها من العمل والدراسة فقط. ليس لديها أي وقت لتجربة المرح. ذات يوم، تدرك نام ها نيول أنها ليست سعيدة بحياتها وتريد إحداث تغيير.
- بارك هيونغ سيك في دور يو جيونغ وو.[7]

جراح تجميل كان مشهورًا لكنه تعرض لحادث طبي.
- يون بارك بدور بن داي يونغ.[8]

جراح تجميل وهو منافس الوحيد ضد زميله الجامعي المعروف جيونغ وو.
- كونغ سيونغ ها في دور لي هونغ-ران.[8]

طبيب التخدير وصديق ها-نيول المقرب.

## المشاهدات
| الموسم | الموسم | رقم الحلقة | رقم الحلقة | رقم الحلقة | رقم الحلقة | رقم الحلقة | رقم الحلقة | رقم الحلقة | رقم الحلقة | رقم الحلقة | رقم الحلقة | رقم الحلقة | رقم الحلقة | رقم الحلقة | رقم الحلقة | رقم الحلقة | رقم الحلقة | المتوسط |
| الموسم | الموسم | 1          | 2          | 3          | 4          | 5          | 6          | 7          | 8          | 9          | 10         | 11         | 12         | 13         | 14         | 15         | 16         | المتوسط |
| ------ | ------ | ---------- | ---------- | ---------- | ---------- | ---------- | ---------- | ---------- | ---------- | ---------- | ---------- | ---------- | ---------- | ---------- | ---------- | ---------- | ---------- | ------- |
|        | 1      | 0.938      | 1.261      | 1.229      | 1.265      | 0.955      | 0.988      | 1.316      | 1.549      | 1.383      | 1.984      | 1.402      | 1.631      | 1.332      | 1.517      | 1.196      | 1.535      | 1.343   |

| الحلقات | تاريخ البث     | تقييمات (نيلسن كوريا) | تقييمات (نيلسن كوريا) |
| الحلقات | تاريخ البث     | على الصعيد الوطني     | سيئول                 |
| ------- | -------------- | --------------------- | --------------------- |
| 1       | 27 يناير 2024  | 4.060%                | 4.769%                |
| 2       | 28 يناير 2024  | 5.137%                | 5.867%                |
| 3       | 3 فبراير 2024  | 5.075%                | 5.7%                  |
| 4       | 4 فبراير 2024  | 6.738%                | 7.468%                |
| 5       | 10 فبراير 2024 | 3.735%                | 4.042%                |
| 6       | 11 فبراير 2024 | 3.869%                | 3.964%                |
| 7       | 17 فبراير 2024 | 5.699%                | 6.916%                |
| 8       | 18 فبراير 2024 | 6.231%                | 6.823%                |
| 9       | 24 فبراير 2024 | 5.824%                | 6.808%                |
| 10      | 25 فبراير 2024 | 8.173%                | 9.773%                |
| 11      | 2 مارس 2024    | 5.704%                | 6.444%                |
| 12      | 3 مارس 2024    | 6.598%                | 7.658%                |
| 13      | 9 مارس 2024    | 5.272%                | 6.228%                |
| 14      | 10 مارس 2024   | 6.325%                | 7.190%                |
| 15      | 16 مارس 2024   | 5.937%                | 4.951%                |
| 16      | 17 مارس 2024   | 6.463%                | 7.431%                |
| متوسط   | متوسط          | 5.616%                | 6.437%                |

## الانتاج
المسلسل من كتابة بايك سيون-وو الت كتبت مسلسل ما الخطب مع السكرتيرة كيم (2018)، شريكي في السكن هو جوميو (2021). تخطيط وانتاج من قبل استوديوهات جي تي بي سي بتعاون مع استوديو هاي زيوم في الانتاج.
تمت القراءة الأولى للسيناريو في 4 مارس 2023، وبدأ التصوير في نفس الشهر.

## روابط خارجية
- ركود الطبيب على موقع IMDb (الإنجليزية)
- ركود الطبيب على موقع روتن توميتوز (الإنجليزية)
- ركود الطبيب على موقع نتفليكس (الإنجليزية)
- ركود الطبيب على موقع فيلمافينيتي (الإسبانية)
- ركود الطبيب على موقع قاعدة بيانات الفيلم (الإنجليزية)
- ركود الطبيب على هانسينما